# Jean-Baptiste Nothomb
Jean-Baptiste Nothomb, belgijski diplomat in politik, * 3. julij 1805, Messancy, Luksemburg, † 6. september 1881.
1. ↑  data.bnf.fr: platforma za odprte podatke — 2011.
2. ↑  podatkovna baza Léonore — ministère de la Culture.
3. 1 2 3  ODIS — 2003.
4. ↑  Большая российская энциклопедия — Moskva: Большая российская энциклопедия, 2004.